# Région du Biobío
La région du Biobío au Chili est entourée au nord par la région du Ñuble, à l'est par l'Argentine au sud par la région d'Araucanie et à l'ouest par l'océan Pacifique.
La région est accessible par l'autoroute Santiago-Puerto Montt ou en avion sur l'aéroport de Concepción. La région, avec plus de 1.5 million d'habitants, est la troisième plus peuplée après la région métropolitaine de Santiago et Valparaíso.
Sa capitale régionale est Concepción, troisième ville après Santiago et Valparaíso. Sa population en 2017 était de 223 579 hab, population à majorité urbaine.
L'autre ville d'importance est Los Ángeles.

## Communes et Provinces
| Province   | Superficie en km2 | Nombre d'habitants | Chef-lieu   |
| ---------- | ----------------- | ------------------ | ----------- |
| Biobío     | 15 370,5          | 353 315            | Los Ángeles |
| Concepción | 3 305,9           | 912 889            | Concepción  |
| Arauco     | 5240,1            | 157 255            | Lebu        |

| Province               | Commune                |  |
| ---------------------- | ---------------------- |  |
| Province d'Arauco      | 1 Arauco               |  |
| Province d'Arauco      | 2 Cañete               |  |
| Province d'Arauco      | 3 Contulmo             |  |
| Province d'Arauco      | 4 Curanilahue          |  |
| Province d'Arauco      | 5 Lebu                 |  |
| Province d'Arauco      | 6 Los Álamos           |  |
| Province d'Arauco      | 7 Tirúa                |  |
| Province de Biobío     | 8 Alto Biobío          |  |
| Province de Biobío     | 9 Antuco               |  |
| Province de Biobío     | 10 Cabrero             |  |
| Province de Biobío     | 11 Laja                |  |
| Province de Biobío     | 12 Los Ángeles         |  |
| Province de Biobío     | 13 Mulchén             |  |
| Province de Biobío     | 14 Nacimiento          |  |
| Province de Biobío     | 15 Negrete             |  |
| Province de Biobío     | 16 Quilaco             |  |
| Province de Biobío     | 17 Quilleco            |  |
| Province de Biobío     | 18 San Rosendo         |  |
| Province de Biobío     | 19 Santa Bárbara       |  |
| Province de Biobío     | 20 Tucapel             |  |
| Province de Biobío     | 21 Yumbel              |  |
| Province de Concepción | 22 Chiguayante         |  |
| Province de Concepción | 23 Concepción          |  |
| Province de Concepción | 24 Coronel             |  |
| Province de Concepción | 25 Florida             |  |
| Province de Concepción | 26 Hualpén             |  |
| Province de Concepción | 27 Hualqui             |  |
| Province de Concepción | 28 Lota                |  |
| Province de Concepción | 29 Penco               |  |
| Province de Concepción | 30 San Pedro de la Paz |  |
| Province de Concepción | 31 Santa Juana         |  |
| Province de Concepción | 32 Talcahuano          |  |
| Province de Concepción | 33 Tomé                |  |

## Économie
Du charbon est extrait en grande quantité, principalement dans le centre minier de Lota. La production de la région suffit pratiquement aux besoins de tout le pays. L'agriculture est également très développée et vouée en partie à l'exportation.

## Autres remarques
Le poète chilien Pablo Neruda lui a consacré un poème, Bío-Bío, dans son œuvre Canto general.